# Pati Yang

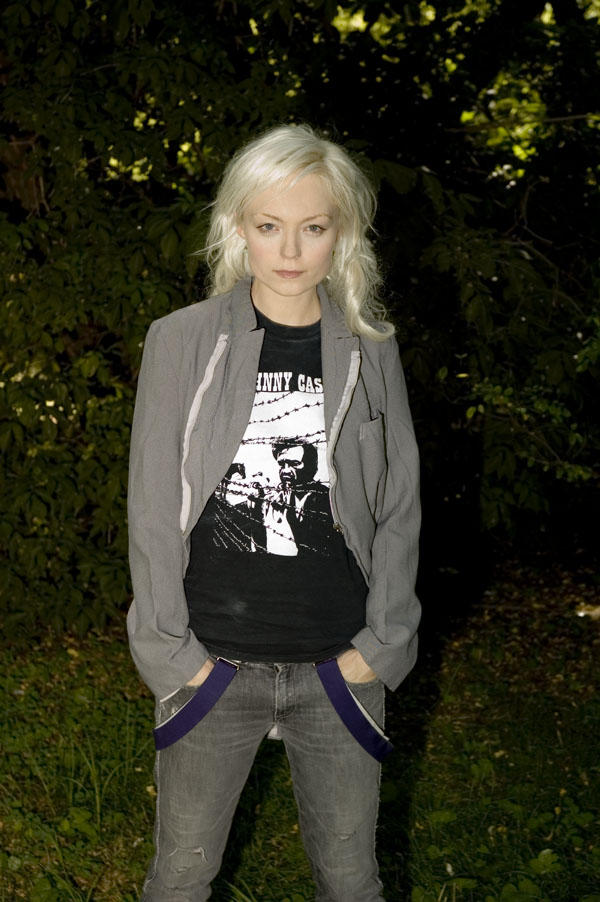
Pati Yang, 2006

Pati Yang (* 26. März 1980 in Breslau als Patrycja Grzymałkiewicz) ist eine polnische Sängerin, deren Musik dem Trip-Hop zugerechnet wird.
1998 veröffentlichte sie ihr Debütalbum Jaszczurka. 2005 erschien bei EMI Poland ihr zweites Album Silent Treatment.
Sie war verheiratet mit dem englischen Musikproduzenten Stephen Hilton. Mit ihm zusammen war sie 2003 unter dem Projektnamen The Free Association am Soundtrack zu dem Film Code 46 beteiligt. 2003 erschien unter dem Namen Children eine Maxi-Single mit dem Titel Tune to Unknown. 2007 gründeten sie das Projekt FlyKKiller.
2006 spielte Pati Yang in Warschau im Vorprogramm von Depeche Mode.
2009 erschien ihr drittes Album Faith, Hope + Fury.